# 塞塔尼亚
塞塔尼亚是巴西伯南布哥州的一个市镇。总面积2422平方公里，总人口34106人，人口密度14.1人/平方公里。